# Robert Mathis

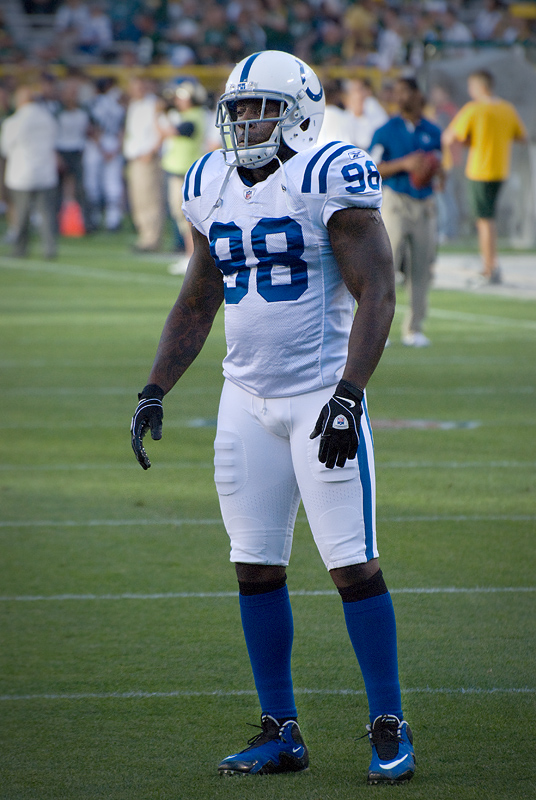
Robert Mathis com a camisa dos Colts.

Robert Nathan Mathis (Atlanta, Geórgia, 26 de fevereiro de 1981) é um jogador aposentado de futebol americano da National Football League que atuava na posição de defensive end pelo time de Indianapolis Colts. Mathis estudou e começou a jogar futebol americano na McNair High School em Atlanta no estado norte-americano da Georgia.

## Escola
Mathis nasceu em Atlanta, Geórgia, no sul dos Estados Unidos. Ele escutou na escola McNair High School, em sua cidade natal.

## Faculdade
Robert Mathis jogou futebol americano universitário pela Alabama A&M University e ele detém o recorde da NCAA 1-AA com 20 sacks em seu segundo ano e ele se estabeleceu como um dos jogadores de defesa mais dominantes da NCAA. Mathis se formou no final de 2002 em educação física e também é membro da fraternidade Omega Psi Phi. 

## NFL
Robert Mathis foi selecionado na quinta rodada na posição #138 do Draft de 2003 da NFL pelo Indianapolis Colts onde se firmou como um especialista no pass rush durante o seu primeiro ano onde ele fez 20 tackles, 3.5 sacks além de 3 fumbles forçados atuando em todos os 16 jogos mesmo sem ter começado uma partida como titular. Em sua segunda temporada ele registrou uma grande melhora com 36 tackles além de 10.5 sacks e 6 fumbles forçados apesar de ter começado apenas 1 jogo como titular. Em 2005 ele quebrou o recorde da franquia com 8 jogos consecutivos com pelo menos 1 sack. Ele completou essa temporada com 54 tackles, 11.5 sacks e 8 fumbles forçados, apesar de ter perdido 3 jogos por contusão.
Ao termino da temporada 2005-2006, Mathis assinou um contrato de 5 anos com os Colts valendo US$30 milhões, fazendo dele um dos defensive ends mais bem pagos da liga. 
Na temporada 2006-2007, Mathis começou todos os jogos da temporada regular como titular pela primeira vez na carreira e também conseguiu seus melhores números como profissional sendo 65 tackles além de 9.5 sacks e ele forçou também 6 fumbles. Nesse ano, Robert Mathis ajudou os Colts a chegar no Super Bowl XLI onde sua equipe enfrentou o Chicago Bears e venceu por 29 a 17 consagrando-se campeão.
Na temporada seguinte, Mathis fez apenas 32 tackles, 7 sacks e forçou 4 fumbles, sendo estes os piores números da carreira desde seu primeiro ano tendo em vista o fato dele ter perdido mais de 25% da temporada devido a uma contusão.
Em 2008, Mathis melhorou com 48 tackles, 11.5 sacks e 5 fumbles forçados. Ele também recebeu votos para o NFL Pro Bowl de 2009 pela AFC jogando com seu amigo e companheiro de time o Pro-Bowler Dwight Freeney.
Mathis conquistou 9.5 sacks em 2011. Esta foi a sétima temporada de sua carreira com pelo menos 9 sacks.
Robert foi convertido para outside linebacker pelo treinador dos Colts, Chuck Pagano, em 2012. Ele conseguiu sua primeira interceptação da carreira durante esta temporada.
Em 2013, Robert Mathis teve uma das melhores temporadas da carreira com 19,5 sacks, liderando a liga neste quesito. Ele também é o líder da franquia em termos de sacks conquistados com a camisa do time.
Em 8 de setembro de 2014, foi reportado que o jogador machucou o seu tendão de Aquiles enquanto se exercitava, ficando de fora da temporada daquele ano. Mesmo com sua contusão, os Colts decidiram renovar o contrato dele por mais um ano algumas semanas mais tarde.
Durante a temporada de 2015, Mathis foi eleito o Melhor Jogador de Defesa da Semana 16 da AFC, após fazer dois sacks contra os Dolphins, incluindo um no final do jogo. Coincidentemente, seu antigo colega de time, Dwight Freeney, também ganhou este prêmio, na mesma semana, pela NFC.
A temporada de 2016 marcou mais um ano com uma sucinta queda de performance de Mathis, particularmente devido a idade. Em 30 de dezembro de 2016, ele anunciou formalmente que estava se aposentando. Sua última partida com os Colts foi contra o Jacksonville Jaguars. Neste jogo, Mathis conseguiu tackles e um sack (o 123º da carreira). Nesta última partida, ele também passou o ex colega Dwight Freeney no número de sacks (122,5), se tornando o 17º jogador com mais sacks na história da NFL naquele momento. Por esses esforços, Robert Mathis foi nomeado o Jogador de Defesa da Semana da AFC.

### Números na carreira
| Ano   | Time | Jogos                         | Titular                       | Tackles                       | Sacks                         | Fumbles forçados              |
| 2003  | IND  | 16                            | 0                             | 21                            | 3,5                           | 3                             |
| 2004  | IND  | 16                            | 1                             | 36                            | 10,5                          | 6                             |
| 2005  | IND  | 13                            | 0                             | 56                            | 11,5                          | 8                             |
| 2006  | IND  | 16                            | 16                            | 65                            | 9,5                           | 4                             |
| 2007  | IND  | 13                            | 12                            | 32                            | 7                             | 4                             |
| 2008  | IND  | 15                            | 2                             | 48                            | 11,5                          | 5                             |
| 2009  | IND  | 14                            | 9                             | 37                            | 9,5                           | 5                             |
| 2010  | IND  | 16                            | 16                            | 60                            | 11,0                          | 1                             |
| 2011  | IND  | 16                            | 15                            | 43                            | 9,5                           | 3                             |
| 2012  | IND  | 12                            | 12                            | 33                            | 8                             | 1                             |
| 2013  | IND  | 16                            | 16                            | 59                            | 19,5                          | 8                             |
| 2014  | IND  | Não jogou devido uma contusão | Não jogou devido uma contusão | Não jogou devido uma contusão | Não jogou devido uma contusão | Não jogou devido uma contusão |
| 2015  | IND  | 15                            | 10                            | 20                            | 7,0                           | 1                             |
| 2016  | IND  | 14                            | 12                            | 20                            | 5,0                           | 3                             |
| Total | -    | 191                           | 129                           | 527                           | 123,0                         | 52                            |